# Villa hypomelas
Villa hypomelas är en tvåvingeart som först beskrevs av Macquart 1840.  Villa hypomelas ingår i släktet Villa och familjen svävflugor. Inga underarter finns listade i Catalogue of Life.